# Porcellio quercuum
Porcellio quercuum är en kräftdjursart som beskrevs av Karl Wilhelm Verhoeff 1952. Porcellio quercuum ingår i släktet Porcellio och familjen Porcellionidae. Inga underarter finns listade i Catalogue of Life.